# Walther Weißmann
Walther Weißmann (* 20. März 1914 in Feldkirchen in Kärnten; † 25. Dezember 2002 in Klagenfurt) war ein österreichischer Politiker (ÖVP) und Geschäftsführer der Industriellenvereinigung. Er war von 1956 bis 1966 Abgeordneter zum Österreichischen Nationalrat und von 1966 bis 1972 Landeshauptmann-Stellvertreter in der Kärntner Landesregierung.
Weißmann besuchte nach der Volksschule eine Bürgerschule und absolvierte danach die Handelsakademie. Er studierte in der Folge an der Hochschule für Welthandel und promovierte 1941 zum Dipl.-Kfm. Dr. Am 24. Juni 1938 beantragte er die Aufnahme in die NSDAP und wurde rückwirkend zum 1. Mai 1938 aufgenommen (Mitgliedsnummer 6.151.435). Außerdem war er Mitglied der SA. Er wurde 1939 Mitglied der nationalsozialistischen Studentenorganisation Kameradschaft Johann Gottlieb Fichte, der späteren Burschenschaft Olympia Wien. Beruflich war er zunächst als Buchhalter und Stellvertreter der leitenden Beamten an der Meisterkrankenkasse in Klagenfurt beschäftigt, des Weiteren arbeitete er als Lehrer an einer Handelsakademie in Wien. 1945 war er bei einer Wohn- und Siedlungsgesellschaft beschäftigt, 1947 wurde er Geschäftsführer der Vereinigung Österreichischer Industrieller der Landesgruppe in Kärnten. Politisch war er zunächst bei der Aktion zur politischen Erneuerung von Ernst Strachwitz aktiv, wandte sich jedoch bald der ÖVP zu. Vom 8. Juni 1956 bis zum 25. November 1966 war er Abgeordneter im Nationalrat, danach fungierte er vom 12. April 1965 bis zum 15. Dezember 1972 als 2. Landeshauptmann-Stellvertreter in den Landesregierungen Sima I und Sima II.